# ラージヤ・サバー
ラージヤ・サバー（ヒンディー語: राज्य सभा、英語: Rajya Sabha［Council of States］）は、インドの連邦議会（上院）。下院に相当するローク・サバーとともに両院制を構成する。

## 概要
- 設置年：1950年
- 任期：6年（解散なし）。2年ごとに議員の3分の1が改選される（憲法第83条第1項）。
- 定数：245
- 選挙制度（憲法第80条第1項）：
  - 233人: 各州・連邦領の議会議員による、単記移譲式投票での間接選挙。
  - 12人: 文学・科学・芸術・社会事業における専門家を大統領が指名
  - 選挙権：各州選出議員は州議会議員が選挙し（憲法第80条第4項）、連邦領選出議員は、国会が制定する法律に従い選挙する（同条第5項）。
  - 被選挙権：30歳以上のインド公民（憲法第84条a号・b号）。ただし、立候補している州のいずれかの国会選挙区における有権者でなければならない[注 1]。また、(1) ローク・サバー（以下、「下院」とする）議員・州議会議員、(2) ラージヤ・サバー（以下、「上院」とする）の許可無く、60日間上院の会議を欠席した者、(3) 大臣以外の報酬を伴う職に在る者、(4) 心神耗弱者、(5) 破産者、(6) 自らの意思で外国の公民権を獲得した者、などは、被選挙権を剥奪される（憲法第101条、第102条）。

## 権限

### 上院の専権
1. 州管轄事項に関する国会立法の宣言権：州管轄事項表（憲法第7附則第Ⅱ表）に含まれている事項につき、出席・投票する上院議員の3分の2の決議により、国家の利益のために国会が法律を制定することが必要または有利である、と宣言できる（憲法第249条第1項）。この決議が可決されれば、国会はその事項について、1年間の時限立法をなすことができる（同条第2項）。
2. 全インド役務[注 2]に関する上院の宣言権：全インド役務の創設とその服務条件につき、出席・投票する上院議員の3分の2の決議により、国家の利益のために国会が法律を制定することが必要または有利である、と宣言できる（憲法第312条第1項）。

### 両院同等の権限
1. 金銭法律案以外の法律案：両院のいずれからも先議ができる（憲法第107条第1項）。
2. 憲法改正法律案：両院のいずれからも発案ができる。憲法改正は、両議院それぞれで、(1) 総議員過半数、(2) 出席・投票する議員の3分の2、の双方の条件を満たして法律案が可決され、大統領が認証した場合に成立する。ただし、大統領選挙や国会における州代表に関する事項等を改正する場合には、両院での可決後、2分の1以上の州議会の承認が必要である（憲法第368条第2項）。

## 議席
2020年3月30日現在
| 政党連合                                         | 政党 | 議席数 |
| ------------------------------------------------ | ---- | ------ |
| 与党-国民民主連盟 議席数: 104                    |      |        |
| インド人民党（BJP）                              | 75   |        |
| 全インド・アンナー・ドラーヴィダ進歩党（AIADMK） | 9    |        |
| ジャナタ・ダル (統一派)                          | 5    |        |
| 任命議員                                         | 4    |        |
| アカリ・ダル（SAD）                              | 3    |        |
| インド共和党 (アトヴァレ派)（RPI(A)）            | 1    |        |
| 人民の力党（LJP）                                | 1    |        |
| アソム人民会議（APF）                            | 1    |        |
| ボドランド人民戦線（BPF）                        | 1    |        |
| ミゾ国民戦線（MNF）                              | 0    |        |
| 国家人民党（NPP）                                | 0    |        |
| 労働者党(PMK)                                    | 1    |        |
| タミル州国民会議(TMC)                            | 1    |        |
| 無所属                                           | 2    |        |
| 野党 - 統一進歩同盟 議席数: 59                   |      |        |
| インド国民会議派（INC）                          | 39   |        |
| ドラーヴィダ進歩党（DMK）                        | 7    |        |
| 全国ジャナタ・ダル（RJD）                        | 5    |        |
| 国民会議党（NCP）                                | 4    |        |
| ジャールカンド解放戦線（JMM）                    | 0    |        |
| 全インド統一ムスリム評議会（AIMIM）              | 1    |        |
| ケーララ会議派（マニ）(KC(M))                    | 1    |        |
| ドラーヴィダ復興進歩党(MDMK)                     | 1    |        |
| 無所属                                           | 1    |        |
| その他- 政党連合に 属さない 議席数: 61           |      |        |
| トリナムール（草の根）会議派（AITC）             | 13   |        |
| ビジュ・ジャナタ・ダル（BJD）                    | 9    |        |
| サマジワディ党（SP）                             | 8    |        |
| テランガナ国民会議（TRS）                        | 7    |        |
| YSR会議党                                        | 2    |        |
| インド共産党マルクス主義派（CPI(M)）             | 5    |        |
| 大衆社会党（BSP）                                | 4    |        |
| アーム・アードミ党（AAP）                        | 3    |        |
| シヴ・セーナー（SS）                             | 3    |        |
| ジャンムー・カシミール人民民主党（PDP）          | 2    |        |
| テルグ・デサム党（TDP）                          | 1    |        |
| インド共産党（CPI）                              | 1    |        |
| ジャナタ・ダル (世俗派)（JDS）                   | 1    |        |
| ナガランド人民戦線（NPF）                        | 1    |        |
| シッキム民主戦線（SDF）                          | 1    |        |
| 空席                                             | 空席 | 21     |
| 合計                                             | 合計 | 245    |